# Vlag van Val-d'Oise

Vlag van Val-d'Oise

De vlag van Val-d'Oise is de niet-officiële vlag van het Franse departement Val-d'Oise. Net als de meeste andere departementen van Frankrijk heeft Val-d'Oise geen officiële vlag, maar wordt de hier rechts afgebeelde vlag op niet-officiële wijze gebruikt. De vlag is afgeleid van het wapen van dit departement.
De vlag bestaat uit een rode achtergrond met een blauwe rand met veertien gele lelies. Binnen de rode achtergrond is een witte golvende schuinbalk afgebeeld, met daartussen een gele adelaar en een geel ankerkruis.
De golvende schuinbalk verwijst naar de rivier de Oise. De adelaar komt uit het wapen van het huis Montmorency en het ankerkruis van het huis Neufville de Villeroy. De rand is gebaseerd op de vlag van de voormalige provincie Île-de-France. De vlag is geïnspireerd op het ontwerp van het wapen dat aan het einde van de jaren 1980 is aangenomen en ontworpen werd door Mireille Louis.

Wapen van het huis Montmorency
Wapen van het huis Neufville de Villeroy
Historische vlag van Île-de-France

Naast deze vlag is er een logovlag in gebruik.

Logovlag (variant 1)
Logovlag (variant 2)